# Централни комитет
Централни комитет (ЦК) је био орган у свакој комунистичкој партији. Састојао се од стотинак или чак више стотина чланова, у зависности од бројности партије. Чланове Централног комитета бирало је чланство на Конгресу партије, а предлагали су их ниже организационе јединице — окружне и општинске организације.
Заседања Централног комитета су обично најављивала неку битну промену политике партије или обрачун са неком групом. Састајао се неколико пута годишње и мање више акламацијом потврђивао правац политике који је предлагао Политбиро или Извршни комитет.